# Paul Mazurkiewicz
Paul Mazurkiewicz (nacido el 8 de septiembre de 1968) es el baterista y uno de los principales letristas de Cannibal Corpse. Actualmente se trata de uno de los dos únicos miembros que estuvieron en la formación original del grupo, siendo el otro el bajista Alex Webster.

## Biografía
Mazurkiewicz pertenecía originalmente a la banda Tyrant Sin junto a Chris Barnes y Bob Rusay. Los tres se unieron a Alex Webster y Jack Owen en 1987, formando la banda de manera oficial un año después.

## Estilo y trabajo
Tocando la batería es capaz de mantener sin problemas el ritmo con los tempos rápidos; cuando éstos son lentos puede llevar ritmos complejos, de nuevo manteniendo el ritmo. Esta habilidad es la que le ha servido para permanecer durante toda la trayectoria de la banda en su formación.

## Discografía
- 1990: Eaten Back to Life
- 1991: Butchered at Birth
- 1992: Tomb of the Mutilated
- 1994: The Bleeding
- 1996: Vile
- 1998: Gallery of Suicide
- 1999: Bloodthirst
- 2002: Gore Obsessed
- 2004: The Wretched Spawn
- 2006: Kill
- 2009: Evisceration plague
- 2012: Torture
- 2014: A Skeletal Domain

## Exnlaces externos
- Wikimedia Commons alberga una categoría multimedia sobre Cannibal Corpse.
- Cannibal Corpse Sitio web oficial

- Datos: Q547571
- Multimedia: Paul Mazurkiewicz / Q547571